# Johanneskapelle (Adendorf)

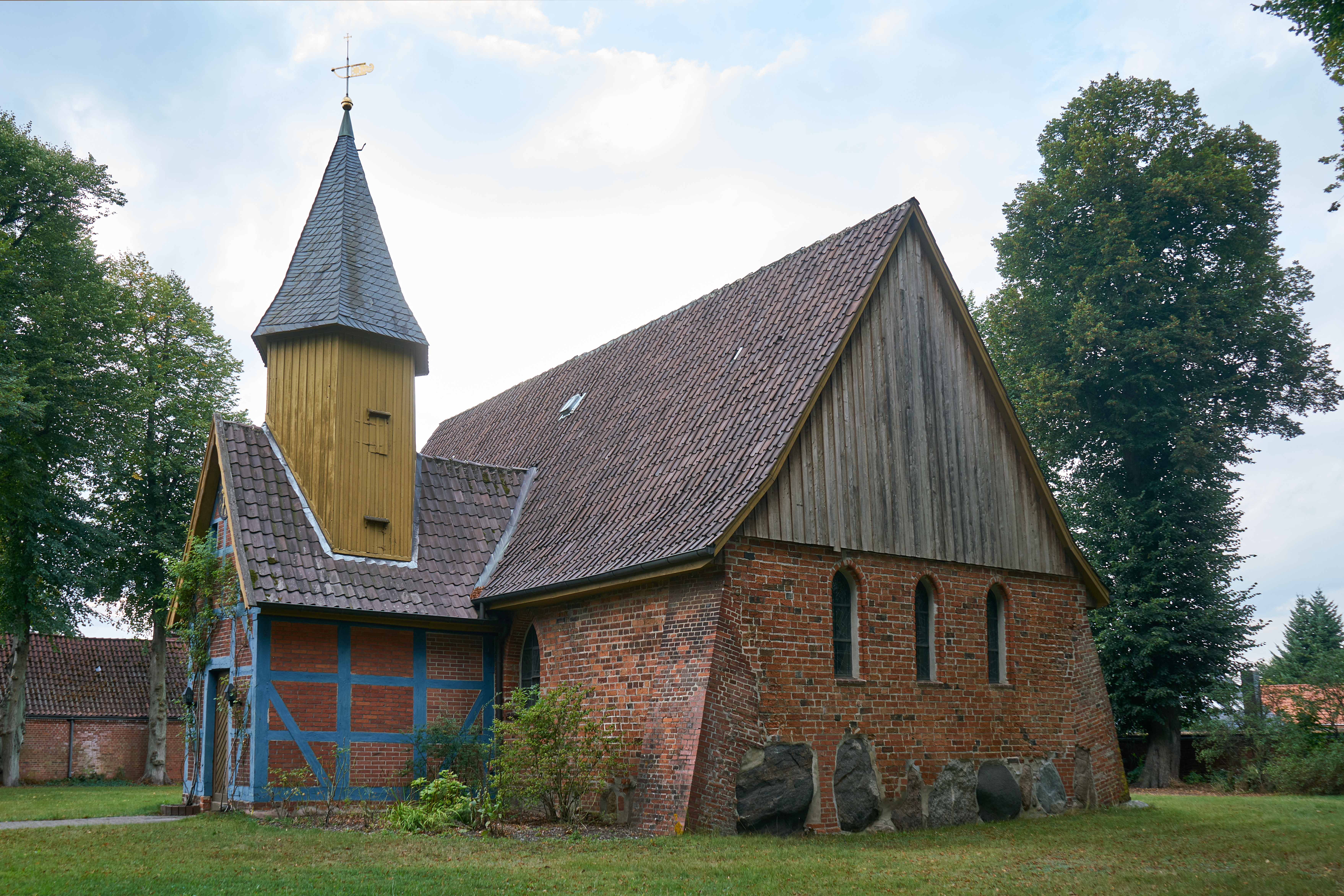
Johanneskapelle

Die evangelisch-lutherische Johanneskapelle, benannt nach Johannes dem Täufer, steht in Adendorf, einer Gemeinde im Landkreis Lüneburg von Niedersachsen. Sie ist denkmalgeschützt. Die Kapelle wird von der Emmausgemeinde betreut, die zum Kirchenkreis Lüneburg im Sprengel Lüneburg in der Evangelisch-lutherischen Landeskirche Hannovers gehört.

## Beschreibung
Die gotische Saalkirche wurde nach einer Notiz im Lüner Kirchenbuch 1258 erbaut. Im 16. Jahrhundert wurde an der südlichen Längswand ein Brauthaus aus Holzfachwerk angebaut, das von einem hölzernen, sechsseitigen Dachreiter gekrönt wird, in dem sich eine 1631 gegossene Kirchenglocke befindet. Mitte des 19. Jahrhunderts wurde die Kapelle nur noch selten genutzt. Sie wurde aber 1846 gründlich instand gesetzt. 
Zur Kirchenausstattung gehört ein dreiteiliger Flügelaltar aus der ersten Hälfte des 17. Jahrhunderts. Auf dem Bild in der Mitte wird die Auferstehung nach Albrecht Dürer dargestellt. Auf den Seitenflügeln sind innen der heilige Georg und Jakobus der Ältere zu sehen, außen das Abendmahl und die Taufe. Die Orgel mit sieben Registern, einem Manual und einem angehängten Pedal wurde 2002 von Rudolf von Beckerath gebaut.